# Johannes Schreiter
Johannes Schreiter (* 8. März 1930 in Buchholz, Sachsen) ist ein deutscher Maler, Grafiker und Glasbildner.

## Leben
Johannes Schreiter wurde 1930 in Buchholz im Erzgebirge geboren und besuchte in Annaberg das Gymnasium, wo er 1948 das Abitur ablegte. Ihn prägte sein protestantisches Elternhaus und die Leidenschaften für Musik, die ihm sein Vater weitergab. Doch seine Absicht, Musik zu studieren, gab er auf. Stattdessen floh er 1949 vor der kommunistischen Diktatur nach Westdeutschland. An der Werkschule in Münster studierte er bildende Kunst mit dem Schwerpunkt Malerei bei Vincenz Pieper. 1952 begann er mit der Lehramtsausbildung als Kunsterzieher an der Landeskunstschule in Mainz, die er 1957 mit dem Staatsexamen abschloss. Eingeschoben war ein Jahr an der Berliner Hochschule für Bildende Künste in Berlin. Seine Studien ermöglichte ihm ein Stipendium der Friedrich-Ebert-Stiftung. Danach ließ er sich als freier Maler in Bonn nieder. Bereits in den ersten Jahren entstanden mehrere Werke für Kirchen. 1959 erfand Johannes Schreiter den Bildtypus der Brandcollage oder Fumage-Collage.
Von 1960 bis 1963 leitete Schreiter die Abteilung „Fläche“ an der Staatlichen Kunsthochschule Bremen. Von 1963 bis 1987 war er Professor an der Staatlichen Hochschule für bildende Künste in Frankfurt am Main, von 1971 bis 1974 deren Rektor.
Johannes Schreiter ist Mitglied im Deutschen Künstlerbund. Er lebt heute in Langen (Hessen) und ist seit November 2013 Ehrenbürger der Stadt.

## Werk
| Sortierung |
| - Eine Spalte sortieren: das Symbol im Spaltenkopf anklicken. - Nach einer weiteren Spalte sortieren: Umschalttaste gedrückt halten und das Symbol anklicken. |

| Jahr            | Ort                     | Werk |
| --------------- | ----------------------- | --- |
| 1959–1960       | Kitzingen               | Katholische Pfarrkirche St. Johannes der Täufer, Chorfenster |
| 1959–1960       | Mainz                   | Institut für Kunstgeschichte der Johannes Gutenberg-Universität, Treppenhaus, nach dem Gebäudeabriss (2013) wurde das Glasbild 2020 im Neubau der Theologie montiert. |
| 1960            | Bürgstadt               | Kirche St. Margareten, Dreiecksfenster, Symbol für das Auge Gottes |
| 1960            | Bürgstadt               | Kirche St. Margareten, Marienkapelle, Glasmosaik |
| 1962            | Osnabrück               | Melanchthonkirche |
| 1965            | Hamburg                 | Kath. Mariendom |
| 1965            | Leutesdorf              | Blaue Kapelle |
| 1969            | Frankfurt-Preungesheim  | Festeburg Kirche, Beton-Glasfenster |
| 1974            | Hofen                   | Evangelische Kirche |
| 1977            | Limburg an der Lahn     | St. Maria, Diözesanes Zentrum Sankt Nikolaus, 8 Glasfenster |
| 1977–1978       | Kalbach-Niederkalbach   | Kirche St. Laurentius |
| 1978            | Dortmund                | Marienkirche, Chor, Marienaltar |
| 1980            | Frankfurt am Main       | Mariahilf-Kirche |
| 1981–1982       | Lübeck                  | St. Marien, Fenster der Briefkapelle |
| 1984            | Heidelberg              | Heiliggeistkirche |
| 1985            | Münster-Coerde          | Andreaskirche |
| 1987            | Lüneburg                | St.-Nicolai-Kirche, Chorfenster |
| 1992–2000       | Goslar                  | Marktkirche St. Cosmas und Damian |
| 1992, 2015      | Osnabrück               | St. Marien |
| 1993–2000       | Berlin-Grunewald        | Grunewaldkirche |
| 1995            | Prenzlau                | Marienkirche, Glasfenster „Zerstörung und Wiederaufbau“ |
| 1997            | München-Obermenzing     | Carolinenkirche, Chorwandfenster mit dem Titel „Aufbruch zum Leben“                                                                                                   |
| 1997–1998       | Göttingen               | St. Jacobi-Kirche, Meditation über den 22. Psalm, 5 Fenster |
| 1999            | Lübeck                  | St. Marien, Westportalfenster |
| 2001            | Ulm                     | Ulmer Münster, Weltgefährdungsfenster |
| 2001            | Ulm                     | Ulmer Münster, Weltvollendungsfenster |
| 2002            | Mainz-Gonsenheim        | Evangelische Kirche Mainz-Gonsenheim, 8 Glasfenster |
| 2002            | Stuttgart               | Stiftskirche, Fenster der christlichen Hauptfeste, Entwurf |
| 2002?           | Buchloe                 | Haus der Begegnung, zwölfteiliger Glasfensterzyklus |
| 2002–2003       | Kiel                    | Nikolaikirche, Taufkapelle / Raum der Stille, vier Fenster |
| 2003            | Esslingen               | St. Paul, zwei Lanzettfenster am Taufort an der Südwand. |
| 2003            | Wüllen                  | St. Andreas |
| 2003            | St. Ingbert             | Christuskirche |
| 2003            | Koblenz-Ehrenbreitstein | Heilig-Kreuz |
| 2004            | Augsburg                | St. Ulrich und Afra, Magnificat-Fenster, Seitenschiff |
| 2005            | Kassel                  | Landeskirchenamt der Ev. Kirche von Kurhessen-Waldeck, „Wandbild“ in Glas mit Thema „Zerrissenheit und Heilung“                                                       |
| 2006            | Stralsund               | St. Nikolai, Greiffenheimsche Kapelle |
| 2006, 2010–2012 | Heidelberg              | Peterskirche, Zyklus mit neun Fenstern |
| 2007            | Mainz                   | Mainzer Dom, Sakramentskapelle |
| 2007            | Augsburg                | St. Pius, Seitenkapelle |
| 2008            | Augsburg                | Augsburger Dom, Westchor, drei Glasfenster. Herstellung im Mundblasverfahren: Glashütte Lamberts. Einbau: Derix Glasstudio, 2010.                                     |
| 2009            | Planegg                 | Maria Eich, Wallfahrtskirche |
| 2011            | Weinsberg               | Johanneskirche, Ostchor, Auferstehungsfenster (2002), Zyklus zu Psalm 23 (7 Fenster, 2011)                                                                            |
| 2012            | Heidelberg              | Diakoniekirche der Evangelischen Kapellengemeinde, zwei Fenster im Altarraum                                                                                          |
| 2012            | Augsburg                | St. Ulrich und Afra, Benedictus-Fenster, Seitenschiff |
| 2013            | Langen (Hessen)         | Katholische Kirche St. Albertus Magnus, zwei jeweils 1,90 m × 2,30 m große Glasfenster.                                                                               |
| 2014            | Heidelberg              | Diakoniekirche der Evangelischen Kapellengemeinde, vier Paramente für das Kirchenjahr                                                                                 |
| 2016            | Langen (Hessen)         | Evangelische Stadtkirche. |
| 2017            | Miesau                  | Protestantische Kirche, Schreiter-Zyklus mit fünf Fenstern im Altarraum, die im Wesentlichen Kreuzigung, Auferstehung, Emmaus-Geschichte und Missionsbefehl zeigen.   |
| 2018, 2019      | Miesau                  | Protestantische Kirche, Ergänzung des 2017 gestalteten Schreiter-Zyklus durch je drei weitere Fenster unter den Emporen.                                              |

| - Stiftskirche Stuttgart, Fenster der christlichen Hauptfeste. |

## Glas/Werke/Langen
Im Untergeschoss der Neuen Stadthalle Langen befindet sich seit 2009 eine rund 200 m² große Galerie, in welcher rund 50 Werke von Schreiter und anderer Künstler wie Brian Clarke, Klaus Zimmer und Lukas Derow ausgestellt sind.

## Ehrungen
- 1979: Verdienstkreuz am Bande des Verdienstordens der Bundesrepublik Deutschland
- 2005: Ehrendoktorwürde der Theologischen Fakultät der Universität Heidelberg
- 2007: Kulturpreis der Stadt Langen
- 2011: Hessischer Verdienstorden[18]
- 2013: Ehrenbürgerschaft der Stadt Langen[3]

## Schriften
- Glasbilder. Herausgegeben von Hans Gercke, Rainer Volp. Verlag Das Beispiel, Darmstadt 1988, ISBN 3-923974-03-5.
- mit Stefan Zekorn: Mysterium crucis. Die Glasfenster von Johannes Schreiter in der Kapelle des Priesterseminars Borromaeum Münster – Geheimnis des Kreuzes. Schnell & Steiner, Regensburg 2006, ISBN 978-3-7954-1941-7.
- Wortfenster, zwei Bände. Schnell & Steiner, Regensburg 2008, ISBN 978-3-7954-2066-6. In kunstwissenschaftlichen Aufsätzen, Essays und Vorlesungen gibt Schreiter Einblicke in seine Gedankenwelt. Den Büchern liegt eine CD bei, mit einer Predigt des überzeugten Christen und neun Musikstücken, die er in den 1940er Jahren komponierte, die lange Zeit verschollen waren und nun erstmals veröffentlicht wurden.
- Glasbilder – Collagen – Zeichnungen 1995–2012. Texte von Gunther Sehring und Holger Brülls. Kunstverlag Josef Fink, Lindenberg 2012, ISBN 978-3-89870-687-2.

## Film
- Eick Hoemann, Peter Rippl: Der Glasmaler. 2011 (73 min.)[20]